# Gevolt
Gevolt é uma banda de metal israelense, fundada em 2001. A banda é conhecida como a pioneira do "metal iídiche" por ser a primeira a misturar música iídiche tradicional com heavy metal.

## História
Em fevereiro de 2011, o Gevolt lançou seu segundo álbum completo, AlefBase, considerado o primeiro álbum de metal totalmente em língua iídiche. Ele foi repercutido em veículos como Die Welt, The Jerusalem Post, e The Forward.
Em 2013, a banda se apresentou no Folk-Fest Israel com o Korpiklaani e o Týr.
Gevolt lançou um single do Nu Klezmer Metal chamado "Khokhotshet" em março de 2015.
Em 2016, o Gevolt fez uma mini turnê na China, onde se apresentou em dois grandes eventos, o Taihu Midi Festival e o Dream Sonic Festival.

## Discografia
- Sidur (2006)
- AlefBase (2011)

### Single
- "Yiddish Metal" (2007)
- "Khokhotshet" (2015)

## Membros
- Anatholy Bonder - vocais principais (2001-presente)
- Dmitry Lifshitz - sintetizadores (2006-presente)
- Vadim Weinstein - bateria (2006-presente)
- Eva Yefremov - violino (2008 – presente)

### Ex-integrantes
- Vadim Raitses - guitarras (2013–2015)
- Yevgeny Kushnir - guitarras (2001–2009)
- Anton Skorohodov - baixo (2013–2015)
- Mark Lekhovitser - baixo (2010–2013)
- Michael Gimmervert - guitarras (2009–2013)
- Anna Agre - violino (2008–2009)
- Marina Klionski - violino (2005–2008)
- Max Mann - baixo (2001-2010)
- Oleg Szumski - bateria (2001–2006)